# Championnats d'Europe d'athlétisme en salle 1977
Navigation
Les 8e championnats d'Europe d'athlétisme en salle ont eu lieu du 12 au 13 mars 1977 à Saint-Sébastien en Espagne.

## Podiums

### Hommes
| Épreuves         | Or                                | Argent                           | Bronze                     |
| 60 m             | Valeriy Borzov 6 s 59             | Christer Garpenborg 6 s 60       | Marian Woronin 6 s 67      |
| 400 m            | Fons Brijdenbach 46 s 53          | Francis Demarthon 47 s 11        | Marian Gęsicki 47 s 21     |
| 800 m            | Sebastian Coe 1 min 46 s 54 (CR)  | Erwin Gohlke 1 min 47 s 2        | Rolf Gysin 1 min 47 s 6    |
| 1 500 m          | Jürgen Straub 3 min 46 s 5        | Paul-Heinz Wellmann 3 min 46 s 6 | János Zemen 3 min 46 s 6   |
| 3 000 m          | Karl Fleschen 7 min 57 s 5        | Pekka Päivärinta 7 min 59 s 3    | Markus Ryffel 8 min 00 s 3 |
| 60 m haies       | Thomas Munkelt 7 s 62 (CR)        | Viktor Myasnikov 7 s 79          | Arto Bryggare 7 s 79       |
| Saut en hauteur  | Jacek Wszoła 2,25 m (CR)          | Rolf Beilschmidt 2,22 m          | Ruud Wielart 2,22 m        |
| Saut à la perche | Władysław Kozakiewicz 5,51 m (CR) | Antti Kalliomäki 5,31 m          | Mariusz Klimczyk 5,20 m    |
| Saut en longueur | Hans Baumgartner 7,96 m           | Lutz Franke 7,89 m               | László Szalma 7,78 m       |
| Triple saut      | Viktor Saneïev 16,65 m            | Jaak Uudmäe 16,46 m              | Bernard Lamitié 16,45 m    |
| Lancer du poids  | Hreinn Halldórsson 20,59 m        | Geoff Capes 20,46 m              | Władysław Komar 20,17 m    |

### Femmes
| Épreuves         | Or                                | Argent                        | Bronze                          |
| 60 m             | Marlies Oelsner 7 s 17            | Lyudmila Storozhkova 7 s 24   | Rita Bottiglieri 7 s 34         |
| 400 m            | Marita Koch 51 s 14 (CR)          | Verona Elder 52 s 75          | Jelica Pavličić 53 s 49         |
| 800 m            | Jane Colebrook 2 min 01 s 12 (CR) | Totka Petrova 2 min 01 s 17   | Elżbieta Katolik 2 min 01 s 3   |
| 1 500 m          | Mary Stewart 4 min 09 s 37 (CR)   | Vesela Yatsinska 4 min 10 s 0 | Rumyana Chavdarova 4 min 11 s 3 |
| 60 mètres haies  | Lyubov Nikitenko 8 s 29           | Zofia Filip 8 s 34            | Rita Bottiglieri 8 s 39         |
| Saut en hauteur  | Sara Simeoni 1,92 m (CR)          | Brigitte Holzapfel 1,89 m     | Edit Sámuel 1,86 m              |
| Saut en longueur | Jarmila Nygrýnová 6,63 m          | Ildikó Erdélyi 6,55 m         | Heidemarie Wycisk 6,40 m        |
| Lancer du poids  | Helena Fibingerová 21,46 m (CR)   | Ilona Slupianek 21,12 m       | Eva Wilms 20,87 m               |

## Résultats détaillés

### 60 m
| Rang | Pays               | Athlète             | Temps  |
| ---- | ------------------ | ------------------- | ------ |
| 1    | Union soviétique   | Valeri Borzov       | 6 s 59 |
| 2    | Suède              | Christer Garpenborg | 6 s 60 |
| 3    | Pologne            | Marian Woronin      | 6 s 67 |
| 4    | RDA                | Klaus-Dieter Kurrat | 6 s 69 |
| 5    | Allemagne de l'Est | Detlef Kübeck       | 6 s 75 |
| 6    | Pologne            | Zenon Licznerski    | 6 s 76 |

| Rang | Pays               | Athlète              | Temps  |
| ---- | ------------------ | -------------------- | ------ |
| 1    | Allemagne de l'Est | Marlies Oelsner      | 7 s 17 |
| 2    | Union soviétique   | Lyudmila Storozhkova | 7 s 24 |
| 3    | Italie             | Rita Bottiglieri     | 7 s 34 |
| 4    | France             | Chantal Réga         | 7 s 35 |
| 5    | France             | Annie Alizé          | 7 s 39 |
| 6    | Royaume-Uni        | Sharon Colyear       | 7 s 39 |

### 400 m
| Rang | Pays        | Athlète            | Temps   |
| ---- | ----------- | ------------------ | ------- |
| 1    | Belgique    | Alfons Brijdenbach | 46 s 53 |
| 2    | France      | Francis Demarthon  | 47 s 11 |
| 3    | Pologne     | Marian Gesicki     | 47 s 21 |
| 4    | France      | Hector Llatser     | 47 s 57 |
| 5    | Royaume-Uni | Glen Cohen         | 47 s 57 |
| 6    | Pologne     | Edward Antczak     | 47 s 82 |

| Rang | Pays               | Athlète               | Temps   |
| ---- | ------------------ | --------------------- | ------- |
| 1    | Allemagne de l'Est | Marita Koch           | 51 s 14 |
| 2    | Royaume-Uni        | Verona Elder          | 52 s 75 |
| 3    | Yougoslavie        | Jelica Pavlicic       | 53 s 49 |
| 4    | Union soviétique   | Natalia Sokolova      | 53 s 57 |
| 5    | Espagne            | Rosa Colorado         | 53 s 78 |
| 6    | Tchécoslovaquie    | Jarmila Kratochvílová | 53 s 95 |

### 800 m
| Rang | Pays               | Athlète        | Temps        |
| ---- | ------------------ | -------------- | ------------ |
| 1    | Royaume-Uni        | Sebastian Coe  | 1 min 46 s 5 |
| 2    | Allemagne de l'Est | Erwin Gohlke   | 1 min 47 s 2 |
| 3    | Suisse             | Rolf Gysin     | 1 min 47 s 6 |
| 4    | Union soviétique   | Viktor Anokhin | 1 min 47 s 7 |
| 5    | Liechtenstein      | Günther Hasler | 1 min 48 s 0 |
| 6    | Espagne            | Antonio Paez   | 1 min 48 s 3 |

| Rang | Pays                 | Athlète            | Performance   |
| ---- | -------------------- | ------------------ | ------------- |
| 1    | Royaume-Uni          | Jane Colebrook     | 2 min 01 s 12 |
| 2    | Bulgarie             | Totka Petrova      | 2 min 01 s 17 |
| 3    | Pologne              | Elzbieta Katolik   | 2 min 01 s 3  |
| 4    | Union soviétique     | Svetlana Styrkina  | 2 min 01 s 4  |
| 5    | Bulgarie             | Svetla Zlateva     | 2 min 02 s 2  |
| 6    | Allemagne de l'Ouest | Brigitte Koczelnik | 2 min 05 s 6  |

### 1500 m
| Rang | Pays                 | Athlète             | Performance  |
| ---- | -------------------- | ------------------- | ------------ |
| 1    | Allemagne de l'Est   | Jürgen Straub       | 3 min 46 s 5 |
| 2    | Allemagne de l'Ouest | Paul-Heinz Wellmann | 3 min 46 s 6 |
| 3    | Hongrie              | János Zemen         | 3 min 46 s 6 |
| 4    | Union soviétique     | Anatoliy Mamontov   | 3 min 46 s 9 |
| 5    | Pologne              | Henryk Wasilewski   | 3 min 47 s 6 |
| 6    | Bulgarie             | Vladimir Kanev      | 3 min 48 s 8 |

| Rang | Pays        | Athlète             | TPerformance  |
| ---- | ----------- | ------------------- | ------------- |
| 1    | Royaume-Uni | Mary Stewart        | 4 min 09 s 37 |
| 2    | Bulgarie    | Vessela Yatsinska   | 4 min 10 s 0  |
| 3    | Bulgarie    | Rumyana Chavdarova  | 4 min 11 s 3  |
| 4    | Suisse      | Cornelia Bürki      | 4 min 16 s 8  |
| 5    | Belgique    | Geertje Meerssemann | 4 min 18 s 2  |

### 3000 m
| Rang | Pays                 | Athlète          | Temps        |
| ---- | -------------------- | ---------------- | ------------ |
| 1    | Allemagne de l'Ouest | Karl Fleschen    | 7 min 57 s 7 |
| 2    | Finlande             | Pekka Päivärinta | 7 min 59 s 3 |
| 3    | Suisse               | Markus Ryffel    | 8 min 00 s 3 |
| 4    | Espagne              | Fernando Cerrada | 8 min 00 s 6 |
| 5    | Allemagne de l'Ouest | Michael Karst    | 8 min 03 s 2 |
| 6    | Royaume-Uni          | Ray Smedley      | 8 min 06 s 2 |

### 60 m haies
| Rang | Pays                 | Athlète          | Temps  |
| ---- | -------------------- | ---------------- | ------ |
| 1    | Allemagne de l'Est   | Thomas Munkelt   | 7 s 62 |
| 2    | Union soviétique     | Viktor Myasnikov | 7 s 79 |
| 3    | Finlande             | Arto Bryggare    | 7 s 79 |
| 4    | France               | Émile Raybois    | 7 s 87 |
| 5    | Allemagne de l'Ouest | Manfred Schumann | 7 s 91 |
| 6    | Pologne              | Jan Pusty        | 7 s 91 |

| Rang | Pays               | Athlète           | Temps  |
| ---- | ------------------ | ----------------- | ------ |
| 1    | Union soviétique   | Lyubov Nikitenko  | 8 s 29 |
| 2    | Pologne            | Zofia Filip       | 8 s 34 |
| 3    | Italie             | Rita Bottiglieri  | 8 s 39 |
| 4    | Allemagne de l'Est | Margit Bartkowiak | 8 s 39 |
| 5    | Pologne            | Danuta Wołosz     | 8 s 42 |
| 6    | Italie             | Ileana Ongar      | 8 s 47 |

### Saut en hauteur
| Rang | Pays               | Athlète          | Hauteur |
| ---- | ------------------ | ---------------- | ------- |
| 1    | Pologne            | Jacek Wszola     | 2,25 m  |
| 2    | Allemagne de l'Est | Rolf Beilschmidt | 2,22 m  |
| 3    | Pays-Bas           | Ruud Wielart     | 2,22 m  |
| 4    | Suède              | Rune Almén       | 2,22 m  |
| 5    | Italie             | Bruno Bruni      | 2,19 m  |
| 6    | Allemagne de l'Est | Edgar Kirst      | 2,19 m  |

| Rang | Pays                 | Athlète            | Hauteur |
| ---- | -------------------- | ------------------ | ------- |
| 1    | Italie               | Sara Simeoni       | 1,92 m  |
| 2    | Allemagne de l'Ouest | Brigitte Holzapfel | 1,89 m  |
| 3    | Hongrie              | Edit Samuel        | 1,86 m  |
| 4    | Hongrie              | Andrea Mátay       | 1,86 m  |
| 5    | Hongrie              | Erika Rudolf       | 1,83 m  |
| 6    | Bulgarie             | Yordanka Blagoeva  | 1,83 m  |

### Saut à la perche
| Rang | Pays     | Athlète               | Hauteur |
| ---- | -------- | --------------------- | ------- |
| 1    | Pologne  | Wladyslaw Kozakiewicz | 5,51 m  |
| 2    | Finlande | Antti Kalliomaki      | 5,31 m  |
| 3    | Pologne  | Mariusz Klimczyk      | 5,20 m  |
| 4    | Pologne  | Leszek Holownia       | 5,10 m  |
| 5    | Suisse   | Felix Böhni           | 5,10 m  |
| 6    | Espagne  | Roger Oriol           | 5,10 m  |

### Saut en longueur
| Rang | Pays                 | Athlète            | Longueur |
| ---- | -------------------- | ------------------ | -------- |
| 1    | Allemagne de l'Ouest | Hans Baumgartner   | 7,96 m   |
| 2    | Allemagne de l'Est   | Lutz Franke        | 7,89 m   |
| 3    | Hongrie              | László Szalma      | 7,78 m   |
| 4    | Pologne              | Stanislaw Jaskulka | 7,68 m   |
| 5    | Allemagne de l'Est   | Frank Wartenberg   | 7,68 m   |
| 6    | Italie               | Carlo Arrighi      | 7,61 m   |

| Rang | Pays                 | Athlète                | Longueur |
| ---- | -------------------- | ---------------------- | -------- |
| 1    | Tchécoslovaquie      | Jarmila Nygrýnová      | 6,63 m   |
| 2    | Hongrie              | Ildikó Szabó (Erdelyi) | 6,55 m   |
| 3    | Allemagne de l'Est   | Heidemarie Wycisk      | 6,40 m   |
| 4    | Union soviétique     | Tatyana Skachko        | 6,40 m   |
| 5    | Allemagne de l'Ouest | Anke Weigt             | 6,39 m   |
| 6    | Royaume-Uni          | Susan Reeve            | 6,23 m   |

### Triple saut
| Rang | Pays             | Athlète             | Longueur |
| ---- | ---------------- | ------------------- | -------- |
| 1    | Union soviétique | Viktor Saneïev      | 16,65 m  |
| 2    | Union soviétique | Jaak Uudmae         | 16,46 m  |
| 3    | France           | Bernard Lamitié     | 16,45 m  |
| 4    | Pologne          | Zdzislaw Sobora     | 16,30 m  |
| 5    | Yougoslavie      | János Hegedis       | 16,11 m  |
| 6    | France           | Christian Valétudié | 16,09 m  |

### Lancer du poids
| Rang | Pays                 | Athlète            | Distance |
| ---- | -------------------- | ------------------ | -------- |
| 1    | Islande              | Hreinn Halldorsson | 20,59 m  |
| 2    | Royaume-Uni          | Geoffrey Capes     | 20,46 m  |
| 3    | Pologne              | Wladyslaw Komar    | 20,17 m  |
| 4    | Finlande             | Reijo Ståhlberg    | 19,83 m  |
| 5    | Union soviétique     | Yevgeniy Mironov   | 19,57 m  |
| 6    | Allemagne de l'Ouest | Ralf Reichenbach   | 19,43 m  |

| Rang | Pays                 | Athlète               | Distance |
| ---- | -------------------- | --------------------- | -------- |
| 1    | Tchécoslovaquie      | Helena Fibingerová    | 21,46 m  |
| 2    | Allemagne de l'Est   | Ilona Slupianek       | 21,12 m  |
| 3    | Allemagne de l'Ouest | Eva Wilms             | 20,87 m  |
| 4    | Allemagne de l'Est   | Margitta Droese       | 20,09 m  |
| 5    | Union soviétique     | Svetlana Krachevskaya | 19,62 m  |
| 6    | Allemagne de l'Ouest | Beatrix Philipp       | 17,35 m  |